# Eintracht Frankfurt 1999-2000
Questa voce raccoglie le informazioni riguardanti l'Eintracht Frankfurt nelle competizioni ufficiali della stagione 1999-2000.

## Stagione
Nella stagione 1999-2000 l'Eintracht Francoforte, allenato da Jörg Berger e Felix Magath, concluse il campionato di Bundesliga al 14º posto. In Coppa di Germania l'Eintracht Francoforte fu eliminato al terzo turno dal Colonia.

## Rosa
| N. |                               | Ruolo | Calciatore       |
| -- | ----------------------------- | ----- | ---------------- |
| 1  | Macedonia del Nord (bandiera) | P     | Oka Nikolov      |
| 2  | Germania (bandiera)           | D     | Torsten Kracht   |
| 3  | Germania (bandiera)           | C     | Marco Gebhardt   |
| 4  | Germania (bandiera)           | D     | Jens Rasiejewski |
| 5  | Bulgaria (bandiera)           | D     | Petar Hubchev    |
| 6  | Germania (bandiera)           | C     | Thomas Zampach   |
| 7  | Germania (bandiera)           | C     | Thomas Sobotzik  |
| 8  | Germania (bandiera)           | C     | Ralf Weber       |
| 9  | Norvegia (bandiera)           | A     | Jan Åge Fjørtoft |
| 10 | Germania (bandiera)           | C     | Horst Heldt      |
| 11 | Togo (bandiera)               | A     | Bachirou Salou   |
| 12 | Germania (bandiera)           | P     | Dirk Heinen      |
| 14 | Germania (bandiera)           | D     | Uwe Schneider    |

| N. |                           | Ruolo | Calciatore              |
| -- | ------------------------- | ----- | ----------------------- |
| 15 | Rep. del Congo (bandiera) | A     | Rolf-Christel Guié-Mien |
| 17 | Germania (bandiera)       | A     | Thomas Reichenberger    |
| 18 | Germania (bandiera)       | D     | Alexander Kutschera     |
| 19 | Germania (bandiera)       | C     | Patrick Falk            |
| 20 | Germania (bandiera)       | D     | Uwe Bindewald           |
| 21 | Cina (bandiera)           | A     | Chen Yang               |
| 23 | Germania (bandiera)       | P     | Sven Schmitt            |
| 24 | Germania (bandiera)       | C     | Alexander Schur         |
| 25 | Sudafrica (bandiera)      | C     | Rowan Hendricks         |
| 28 | Germania (bandiera)       | C     | Albert Streit           |
| 29 | Germania (bandiera)       | C     | Stefan Zinnow           |
| 33 | Germania (bandiera)       | C     | Michael Mutzel          |

## Organigramma societario
Area tecnica
- Allenatore: Felix Magath
- Allenatore in seconda: Frank Engel
- Preparatore dei portieri:
- Preparatori atletici:

## Calciomercato

### Sessione estiva
| Acquisti | Acquisti                | Acquisti                         | Acquisti |
| R.       | Nome                    | da                               | Modalità |
| -------- | ----------------------- | -------------------------------- | -------- |
| C        | Tibor Dombi             | Debrecen                         |          |
| C        | Patrick Falk            | Bayer Leverkusen II              |          |
| A        | Rolf-Christel Guié-Mien | Karlsruhe                        |          |
| C        | Horst Heldt             | Monaco 1860                      |          |
| D        | Torsten Kracht          | Bochum                           |          |
| D        | Jens Rasiejewski        | Hannover 96                      |          |
| A        | Bachirou Salou          | Borussia Dortmund                |          |
| C        | Albert Streit           | Eintracht Francoforte (juniores) |          |

| Cessioni | Cessioni           | Cessioni                 | Cessioni |
| R.       | Nome               | a                        | Modalità |
| -------- | ------------------ | ------------------------ | -------- |
| C        | Alexander Rosen    | Augusta                  |          |
| C        | Sascha Amstätter   | Uerdingen 05             |          |
| C        | Antônio da Silva   | Wehen Wiesbaden          |          |
| C        | Mourad Bounoua     | Hannover 96              |          |
| C        | Ansgar Brinkmann   | TeBe Berlino             |          |
| A        | Thomas Epp         | Admira Wacker M.         |          |
| C        | Frank Gerster      | Eintracht Francoforte II |          |
| D        | Burhanettin Kaymak | Göztepe                  |          |
| C        | Edi Martini        | Vllaznia                 |          |
| A        | Henry Nwosu        | Eintracht Francoforte II |          |
| D        | Tore Pedersen      | Wimbledon FC             |          |
| C        | István Pisont      | Hapoel Tel Aviv          |          |
| C        | Bernd Schneider    | Bayer Leverkusen         |          |
| C        | Thomas Sobotzik    | Kaiserslautern           |          |
| A        | Damir Stojak       | Lugano                   |          |

### Sessione invernale
| Acquisti | Acquisti             | Acquisti         | Acquisti |
| R.       | Nome                 | da               | Modalità |
| -------- | -------------------- | ---------------- | -------- |
| P        | Dirk Heinen          | Bayer Leverkusen |          |
| A        | Thomas Reichenberger | Bayer Leverkusen |          |

| Cessioni | Cessioni               | Cessioni        | Cessioni |
| R.       | Nome                   | a               | Modalità |
| -------- | ---------------------- | --------------- | -------- |
| C        | Tibor Dombi            | Debrecen        |          |
| C        | Olaf Janßen            | Bellinzona      |          |
| A        | Christoph Westerthaler | FSV Francoforte |          |
| D        | Donald Agu             | Reutlingen      |          |
| D        | Erol Bulut             | Trabzonspor     |          |

## Risultati

### Bundesliga

#### Girone di andata
| Arbitro: | Kemmling |

|                                             |           |  |
| Guié-Mien 38’ Fjørtoft 47’ (rig.) Salou 88’ | Marcatori |  |

| Arbitro: | Strampe |

|                              |           |                          |
| Sellimi 39’ (rig.) Güneş 51’ | Marcatori | 72’ Weber 76’, 86’ Salou |

| Arbitro: | Keßler |

|                         |           |                         |
| Salou 24’ Guié-Mien 47’ | Marcatori | 37’ Osthoff 74’ Wolters |

| Arbitro: | Fröhlich |

|                   |           |  |
| Max 25’ Cerny 83’ | Marcatori |  |

| Arbitro: | Heynemann |

|           |           |                       |
| Salou 20’ | Marcatori | 66’ Élber 80’ Kuffour |

| Arbitro: | Dardenne |

|            |           |  |
| Ricken 34’ | Marcatori |  |

| Arbitro: | Steinborn |

|  |           |             |
|  | Marcatori | 47’ Balăkov |

| Arbitro: | Stark |

|                                           |           |              |
| Brand 35’ Holetschek 66’ Lange 86’ (rig.) | Marcatori | 77’ Fjørtoft |

| Arbitro: | Fandel |

|  |           |                                |
|  | Marcatori | 52’ (rig.) Wilmots 83’ Asamoah |

| Arbitro: | Aust |

|             |           |               |
| Bagheri 56’ | Marcatori | 90’ Guié-Mien |

| Arbitro: | Meyer |

|                                                       |           |  |
| Guié-Mien 17’ Weber 23’ Fjørtoft 28’ Heldt 89’ (rig.) | Marcatori |  |

| Arbitro: | Merk |

|                         |           |               |
| Ailton 3’, 66’ Bode 90’ | Marcatori | 24’ Kutschera |

| Arbitro: | Jansen |

|  |           |          |
|  | Marcatori | 42’ Koch |

| Arbitro: | Zerr |

|            |           |  |
| Yeboah 77’ | Marcatori |  |

| Arbitro: | Koop |

|              |           |  |
| Biliškov 56’ | Marcatori |  |

| Arbitro: | Fleischer |

|              |           |                   |
| Fjørtoft 20’ | Marcatori | 47’, 87’ Beinlich |

| Arbitro: | Albrecht |

|                                       |           |  |
| Leandro 9’ Scharinger 48’ Zdrilić 69’ | Marcatori |  |

#### Girone di ritorno
| Arbitro: | Aust |

|                    |           |  |
| Rraklli 62’ (rig.) | Marcatori |  |

| Arbitro: | Wack |

|                         |           |  |
| Sobotzik 32’ Mutzel 81’ | Marcatori |  |

| Arbitro: | Heynemann |

|                |           |                                |
| Reiss 45’, 90’ | Marcatori | 19’, 27’ Sobotzik 89’ Gebhardt |

| Arbitro: | Berg |

|                                  |           |             |
| Kutschera 6’ Heldt 23’ Salou 56’ | Marcatori | 36’ Schroth |

| Arbitro: | Krug |

|                                              |           |                   |
| Zickler 34’, 63’ Sérgio 46’ (rig.) Élber 85’ | Marcatori | 49’ Reichenberger |

| Arbitro: | Fandel |

|              |           |             |
| Fjørtoft 76’ | Marcatori | 5’ Herrlich |

| Arbitro: | Merk |

|  |           |                       |
|  | Marcatori | 60’ Yang 80’ Gebhardt |

| Francoforte sul Meno 17 marzo 2000, ore 20:00 CET 25ª giornata | Eintracht Francoforte | 0 – 0 referto | Hansa Rostock | Waldstadion (32 200 spett.)\| Arbitro: \| Wack \| |
| Arbitro:                                                       | Wack                  |               |               |                                                   |

| Gelsenkirchen 26 marzo 2000, ore 17:30 CET 26ª giornata | Schalke 04 | 0 – 0 referto | Eintracht Francoforte | Parkstadion (42 335 spett.)\| Arbitro: \| Stark \| |
| Arbitro:                                                | Stark      |               |                       |                                                    |

| Arbitro: | Koop |

|                       |           |                   |
| Zampach 39’ Schur 73’ | Marcatori | 60’ Weissenberger |

| Arbitro: | Jansen |

|            |           |  |
| Preetz 37’ | Marcatori |  |

| Arbitro: | Heynemann |

|                  |           |  |
| Heldt 70’ (rig.) | Marcatori |  |

| Arbitro: | Fleischer |

|           |           |  |
| Reich 57’ | Marcatori |  |

| Arbitro: | Fandel |

|                            |           |  |
| Guié-Mien 6’, 76’ Yang 71’ | Marcatori |  |

| Arbitro: | Krug |

|                                     |           |  |
| Salou 8’ Gebhardt 16’ Yang 76’, 79’ | Marcatori |  |

| Arbitro: | Merk |

|                                                       |           |            |
| Neuville 10’ Kirsten 56’ Rink 72’ Beinlich 81’ (rig.) | Marcatori | 40’ Kracht |

| Arbitro: | Krug |

|                            |           |             |
| Salou 24’ Heldt 90’ (rig.) | Marcatori | 40’ de Haar |

### Coppa di Germania
| Arbitro: | Koop |

|  |           |                                               |
|  | Marcatori | 22’ Kracht 57’ (rig.) Weber 88’, 90’ Fjørtoft |

| Arbitro: | Albrecht |

|                        |           |              |
| Donkov 44’ Lottner 45’ | Marcatori | 47’ Gebhardt |

## Statistiche

### Statistiche di squadra
| Competizione      | Punti | In casa | In casa | In casa | In casa | In casa | In casa | In trasferta | In trasferta | In trasferta | In trasferta | In trasferta | In trasferta | Totale | Totale | Totale | Totale | Totale | Totale | DR |
| Competizione      | Punti | G       | V       | N       | P       | Gf      | Gs      | G            | V            | N            | P            | Gf           | Gs           | G      | V      | N      | P      | Gf     | Gs     | DR |
| ----------------- | ----- | ------- | ------- | ------- | ------- | ------- | ------- | ------------ | ------------ | ------------ | ------------ | ------------ | ------------ | ------ | ------ | ------ | ------ | ------ | ------ | -- |
| Bundesliga        | 41    | 17      | 9       | 3       | 5       | 29      | 14      | 17           | 3            | 2            | 12           | 13           | 30           | 34     | 12     | 5      | 17     | 42     | 44     | -2 |
| Coppa di Germania | -     | 0       | 0       | 0       | 0       | 0       | 0       | 2            | 1            | 0            | 1            | 5            | 2            | 2      | 1      | 0      | 1      | 5      | 2      | +3 |
| Totale            | 41    | 17      | 9       | 3       | 5       | 29      | 14      | 19           | 4            | 2            | 13           | 18           | 32           | 36     | 13     | 5      | 18     | 47     | 46     | +1 |

### Andamento in campionato
| Giornata  | 1  | 2 | 3 | 4  | 5  | 6  | 7  | 8  | 9  | 10 | 11 | 12 | 13 | 14 | 15 | 16 | 17 | 18 | 19 | 20 | 21 | 22 | 23 | 24 | 25 | 26 | 27 | 28 | 29 | 30 | 31 | 32 | 33 | 34 |
| --------- | -- | - | - | -- | -- | -- | -- | -- | -- | -- | -- | -- | -- | -- | -- | -- | -- | -- | -- | -- | -- | -- | -- | -- | -- | -- | -- | -- | -- | -- | -- | -- | -- | -- |
| Luogo     | C  | T | C | T  | C  | T  | C  | T  | C  | T  | C  | T  | C  | T  | T  | C  | T  | T  | C  | T  | C  | T  | C  | T  | C  | T  | C  | T  | C  | T  | C  | C  | T  | C  |
| Risultato | V  | V | N | P  | P  | P  | P  | P  | P  | N  | V  | P  | P  | P  | P  | P  | P  | P  | V  | V  | V  | P  | N  | V  | N  | N  | V  | P  | V  | P  | V  | V  | P  | V  |
| Posizione | 14 | 5 | 7 | 13 | 15 | 17 | 17 | 17 | 17 | 17 | 17 | 17 | 18 | 18 | 18 | 18 | 18 | 18 | 17 | 17 | 16 | 16 | 16 | 16 | 16 | 16 | 16 | 16 | 16 | 16 | 15 | 14 | 14 | 14 |

Legenda:

Luogo: C = Casa; T = Trasferta. Risultato: V = Vittoria; N = Pareggio; P = Sconfitta.

### Statistiche dei giocatori
| Giocatore        | Bundesliga | Bundesliga | Bundesliga  | Bundesliga | Coppa di Germania | Coppa di Germania | Coppa di Germania | Coppa di Germania | Totale   | Totale | Totale      | Totale     |
| Giocatore        | Presenze   | Reti       | Ammonizioni | Espulsioni | Presenze          | Reti              | Ammonizioni       | Espulsioni        | Presenze | Reti   | Ammonizioni | Espulsioni |
| ---------------- | ---------- | ---------- | ----------- | ---------- | ----------------- | ----------------- | ----------------- | ----------------- | -------- | ------ | ----------- | ---------- |
| D. Agu           | 0          | 0          | 0           | 0          | 0                 | 0                 | 0                 | 0                 | 0        | 0      | 0           | 0          |
| U. Bindewald     | 20         | 0          | 2           | 0          | 2                 | 0                 | 0                 | 0                 | 22       | 0      | 2           | 0          |
| E. Bulut         | 5          | 0          | 1           | 0          | 1                 | 0                 | 1                 | 0                 | 6        | 0      | 2           | 0          |
| T. Dombi         | 15         | 0          | 1           | 0          | 2                 | 0                 | 0                 | 0                 | 17       | 0      | 1           | 0          |
| P. Falk          | 13         | 0          | 1           | 0          | 1                 | 0                 | 0                 | 0                 | 14       | 0      | 1           | 0          |
| J. Fjørtoft      | 21         | 5          | 6           | 0          | 1                 | 2                 | 1                 | 0                 | 22       | 7      | 7           | 0          |
| M. Gebhardt      | 30         | 3          | 0           | 0          | 2                 | 1                 | 1                 | 0                 | 32       | 4      | 1           | 0          |
| R. Guié-Mien     | 29         | 6          | 2           | 0          | 2                 | 0                 | 0                 | 0                 | 31       | 6      | 2           | 0          |
| D. Heinen        | 17         | 0          | 0           | 0          | 0                 | 0                 | 0                 | 0                 | 17       | 0      | 0           | 0          |
| H. Heldt         | 30         | 4          | 1           | 0          | 2                 | 0                 | 0                 | 0                 | 32       | 4      | 1           | 0          |
| R. Hendricks     | 1          | 0          | 0           | 0          | 0                 | 0                 | 0                 | 0                 | 1        | 0      | 0           | 0          |
| P. Hubchev       | 18         | 0          | 0           | 0          | 0                 | 0                 | 0                 | 0                 | 18       | 0      | 0           | 0          |
| O. Janßen        | 16         | 0          | 2           | 0          | 2                 | 0                 | 1                 | 0                 | 18       | 0      | 3           | 0          |
| T. Kracht        | 32         | 1          | 8           | 0          | 2                 | 1                 | 0                 | 0                 | 34       | 2      | 8           | 0          |
| A. Kutschera     | 29         | 2          | 3           | 0          | 1                 | 0                 | 0                 | 0                 | 30       | 2      | 3           | 0          |
| M. Mutzel        | 4          | 1          | 0           | 0          | 0                 | 0                 | 0                 | 0                 | 4        | 1      | 0           | 0          |
| O. Nikolov       | 17         | 0          | 1           | 0          | 2                 | 0                 | 0                 | 0                 | 19       | 0      | 1           | 0          |
| J. Rasiejewski   | 21         | 0          | 3           | 0          | 1                 | 0                 | 0                 | 0                 | 22       | 0      | 3           | 0          |
| T. Reichenberger | 15         | 1          | 2           | 0          | 0                 | 0                 | 0                 | 0                 | 15       | 1      | 2           | 0          |
| B. Salou         | 32         | 8          | 3           | 0          | 1                 | 0                 | 0                 | 0                 | 33       | 8      | 3           | 0          |
| S. Schmitt       | 0          | 0          | 0           | 0          | 0                 | 0                 | 0                 | 0                 | 0        | 0      | 0           | 0          |
| U. Schneider     | 7          | 0          | 3           | 0          | 0                 | 0                 | 0                 | 0                 | 7        | 0      | 3           | 0          |
| A. Schur         | 26         | 1          | 10          | 2          | 0                 | 0                 | 0                 | 0                 | 26       | 1      | 10          | 2          |
| T. Sobotzik      | 12         | 3          | 3           | 0          | 0                 | 0                 | 0                 | 0                 | 12       | 3      | 3           | 0          |
| A. Streit        | 0          | 0          | 0           | 0          | 0                 | 0                 | 0                 | 0                 | 0        | 0      | 0           | 0          |
| R. Weber         | 18         | 2          | 7           | 0          | 2                 | 1                 | 0                 | 0                 | 20       | 3      | 7           | 0          |
| C. Westerthaler  | 4          | 0          | 0           | 0          | 1                 | 0                 | 0                 | 0                 | 5        | 0      | 0           | 0          |
| C. Yang          | 27         | 4          | 4           | 0          | 1                 | 0                 | 0                 | 0                 | 28       | 4      | 4           | 0          |
| T. Zampach       | 10         | 1          | 1           | 0          | 1                 | 0                 | 0                 | 0                 | 11       | 1      | 1           | 0          |
| S. Zinnow        | 0          | 0          | 0           | 0          | 0                 | 0                 | 0                 | 0                 | 0        | 0      | 0           | 0          |